# 10 cm Kanone 14
A 10 cm Kanone 14 (rövidítve 10 cm K. 14 vagy 10 cm K 14, magyarul 10 cm-es ágyú 14) egy német gyártmányú tábori löveg volt, melyet az első világháború alatt alkalmaztak.

## Tervezet
A 10 cm Kanone 14 ágyút a Krupp tervezte és a 10 cm Kanone 04 ágyú leváltására szánták. Lényegében a leváltásra szánt ágyú nagy mértékben módosított változata volt, de egyaránt földi és légi célok leküzdésére is tervezték. Állványa 360°-os gyors oldalirányzást biztosított. Magassági irányzása 15°-al volt nagyobb elődjénél és mivel a magas tüzelési szögtartomány visszarúgási problémákat okozott, így egy nehéz és komplikált hátrasiklási rendszert fejlesztettek ki hozzá. Légelhárítási feladatkörben, hogy pontosságát növeljék, dupla irányzórendszerrel látták el.

## Gyártás
Gyártását az első világháború kitörésekor kezdték, az első ágyúkat pedig 1915 májusában adták át a hadseregnek. Németország mellett Bulgária is rendszeresítette. Szállításáról hat lovas fogat gondoskodott, vontatás közben a lövegtalpat a talpszárakon szállították. Két ütegnyi ágyút módosítottak, hogy hegyi használathoz szét lehessen őket szerelni. Annak ellenére, hogy légvédelmi ágyúnak is tervezték, ebben a feladatkörben teljesen kudarcot vallottak vele.

## Fordítás
- Ez a szócikk részben vagy egészben  a(z)   10 cm K 14 című angol Wikipédia-szócikk ezen változatának fordításán alapul.  Az eredeti cikk szerkesztőit annak laptörténete sorolja fel. Ez a jelzés csupán a megfogalmazás eredetét és a szerzői jogokat jelzi, nem szolgál a cikkben szereplő információk forrásmegjelöléseként.